# Виборчий округ 207
Виборчий округ 207 — виборчий округ в Чернігівській області. В сучасному вигляді був утворений 28 квітня 2012 постановою ЦВК №82 (до цього моменту існувала інша система виборчих округів). Окружна виборча комісія цього округу розташовується в приміщенні Корюківського об'єднаного управління Пенсійного фонду України за адресою м. Корюківка, вул. Вокзальна, 8а. Цей округ є найменшим за кількістю виборців, якщо не враховувати округи які частково чи повністю перебувають під окупацією. Станом на 21 липня 2019 там було 129 384 виборців, при середній кількості виборців на округ у 149 342.
До складу округу входять місто Новгород-Сіверський, а також Городнянський, Коропський, Корюківський, Новгород-Сіверський, Семенівський, Сновський і Сосницький райони. Виборчий округ 207 межує з округом 159 на сході, з округом 160 на південному сході, з округом 208 на півдні, з округом 206 на заході та обмежений державним кордоном з Білоруссю на північному заході і з Росією на півночі і на північному сході. Виборчий округ №207 складається з виборчих дільниць під номерами 740153-740184, 740186-740196, 740326-740330, 740332-740337, 740339-740349, 740351-740365, 740367-740392, 740502-740513, 740515-740549, 740695-740759 та 740891-740922.

## Народні депутати від округу
| Ім'я                        | Фото | Партія               | Скликання | Дата набуття повноважень | Дата припинення повноважень |
| --------------------------- | ---- | -------------------- | --------- | ------------------------ | --------------------------- |
| Рибаков Ігор Олександрович  |      | самовисуванець       | 7-ме      | 12 грудня 2012           | 27 листопада 2014           |
| Євлахов Анатолій Сергійович |      | Блок Петра Порошенка | 8-ме      | 27 листопада 2014        | 29 серпня 2019              |
| Зуєв Максим Сергійович      |      | Слуга народу         | 9-те      | 29 серпня 2019           |                             |

## Результати виборів

### Парламентські

#### 2019
Кандидати-мажоритарники:
- Зуєв Максим Сергійович (Слуга народу)
- Рибаков Ігор Олександрович (самовисування)
- Євлахов Анатолій Сергійович (1981 р.н.) (самовисування)
- Солодаренко Роман Васильович (самовисування)
- Селянський Володимир Миколайович (Батьківщина)
- Сергієнко Сергій Федорович (самовисування)
- Блауш Дмитро Ярославович (Радикальна партія)
- Кошовий Дмитро Вікторович (самовисування)
- Овчаренко Олексій Миколайович (Опозиційна платформа — За життя)
- Євлахов Анатолій Сергійович (1962 р.н.) (самовисування)
- Ярова Алла Артурівна (самовисування)
- Євлахов Анатолій Сергійович (1998 р.н.) (самовисування)
- Бондар Олександр Анатолійович (самовисування)
- Жадченко Андрій Миколайович (самовисування)
- Романенко Ігор Володимирович (Наш край)
- Дячук Юрій Вікторович (самовисування)
- Ригованов Руслан Олександрович (самовисування)
- Селівон Олександр Олександрович (самовисування)

#### 2014
Кандидати-мажоритарники:
- Євлахов Анатолій Сергійович (Блок Петра Порошенка)
- Рибаков Ігор Олександрович (самовисування)
- Якуб Іван Миколайович (Батьківщина)
- Трофименко Володимир Михайлович (самовисування)
- Нерета Олександр Миколайович (Демократи)
- Губар Віктор Іванович (Комуністична партія України)
- Яценюк Ігор Михайлович (Сила людей)
- Божок Григорій Володимирович (самовисування)
- Дячук Юрій Вікторович (самовисування)
- Жадченко Андрій Миколайович (самовисування)
- Полулященко Марина Миколаївна (Опозиційний блок)
- Солодаренко Роман Васильович (самовисування)
- Бондар Анатолій Миколайович (самовисування)
- Котельчук Андрій Леонідович (Сильна Україна)
- Науменко Олександр Миколайович (самовисування)

#### 2012
Кандидати-мажоритарники:
- Рибаков Ігор Олександрович (самовисування)
- Лещенко Володимир Олексійович (Комуністична партія України)
- Журман Сергій Миколайович (Батьківщина)
- Неживий Леонід Михайлович (УДАР)
- Амельченко Василь Васильович (Радикальна партія)
- Шаповал Петро Дмитрович (самовисування)
- Петров Олег Володимирович (самовисування)
- Куніцин Володимир Миколайович (самовисування)
- Петров Олег Борисович (самовисування)
- Матюха Валерія Валеріївна (самовисування)
- Зінов'єв Артур Петрович (самовисування)
- Юхименко Сергій Володимирович (Собор)

## Явка
Явка виборців на окрузі: